# Putovnica
Putovnica je javna isprava s elektroničkim nosačem podataka koja se izdaje za neograničen broj putovanja u inozemstvo i kojom se dokazuje identitet i državljanstvo, osim u izuzetnim slučajevima kada se države međusobno bilateralnim sporazumima dogovore ulazak na svoj teritorij s osobnom iskaznicom.
Postoji više vrsta putnih isprava, primjerice putovnica, zajednička putovnica, diplomatska putovnica, službena putovnica i putni list. 
Diplomatska i službena putovnica izdaju se državnim dužnosnicima, državnim službenicima i drugim osobama radi učinkovitijeg obavljanja državnih poslova i osiguranja njihove zaštite u drugoj državi. Putni list izdaje se građaninu koji boravi u inozemstvu bez putne isprave radi povratka u zemlju.
Neke države izdaju posebne putovnice za maloljetnike koje se nazivaju dječje putovnice.
I neke životinje za prelazak granice moraju imati putovnicu, ovisno o kojim životinjama je riječ. Putovnica se radi ako je riječ o kućnim ljubimcima, domaćim životinjama te udomljenim divljim životinjama. Putovnicu ne smiju imati divlje životinje koje žive i borave u šumama na granici i migriraju, ptice selice, morskim životinjama koji žive u morima i oceanima i sl., jer bi onda bila riječ o udomljenim divljim životinjama.
U Hrvatskoj se putovnica građanima do 21. godine života izdaje na 5 godina, a nakon 21. godine s rokom važenja od 10 godina. U Hrvatskoj se u 19. stoljeću rabio i izraz putnički list.

## Putovanje bez putovnice
Hrvatski državljani ne trebaju putovnicu za putovanje u zemlje Europske unije, te u Albaniju, Bosnu i Hercegovinu, Crnu Goru, Kosovo, Lihtenštajn, Makedoniju, San Marino, Srbiju i Vatikan, već je dovoljna osobna iskaznica. Za boravak u zemljama članicama Schengena, ali ne i Europske unije (Island, Norveška i Švicarska) putovnica je potrebna iako nema granične kontrole.
Državljani zemalja članica Europske unije za ulazak u Hrvatsku ne trebaju putovnicu, već je dovoljna osobna iskaznica.

## Diplomatska putovnica
Diplomatska putovnica je posebna putna isprava koja se izdaje državnim predstavnicima i drugim osobama kojima je priznat diplomatski status u cilju zaštite i dokazivnja diplomatskog statusa.  Diplomatska putovnica izdaje se i osobama koje ne rade u diplomatskoj službi, ali se njihovi zadatci više ili manje izjednačuju sa zadatcima diplomatskog osoblja u užem smislu. Tekst diplomatske putovnice najčešće se razlikuje od teksta obične ili i službene putovnice pa sadrži zamolbu ministarstva vanjskih poslova, u ime poglavara države, da se osobi na koju glasi olakša putovanje i obavljanje službene dužnosti. Diplomatska putovnica se izdaje i državnom poglavaru, predsjedniku vlade, predsjedniku ustavnog suda, predsjedniku parlamenta i članovima parlamenta kad putuju službeno u inozemstvo.
Diplomati Ujedinjenih Naroda i specijaliziranih agencija UN-a poseduju posebnu vrstu putne isprave Laissez-Passer'. Takva putna isprava se izdaje sukladno članku VII. Opće konvencije o privilegijama i imunitetima UN iz 1946. godine.

## Poveznice
- Vizni sustav
- Putovnice država članica Europske unije
- Hrvatska putovnica